# 9H busz (Szombathely)
A szombathelyi 9H jelzésű hivatásforgalmú autóbusz a Szolgáltatóház (Váci Mihály utca) és az Ipartelep, autóbusz-forduló megállóhelyek között közlekedett 2022. augusztus 1-ig. A vonalat a Blaguss Agora üzemeltette. A buszokra csak az első ajtón lehetett felszállni.

## Története
2022. január 1-től a vonal üzemeltetését a Blaguss Agora vette át. Ettől a naptól kezdve a járatok érintik az összes, útvonalon lévő, megállót, illetve az Ipartelep felé az 56-osok tere (Vörösmarty utca) megállóhelyet is.
2022. augusztus 1-től a helyi járatok átszervezésre kerültek, ezzel egy időben a 9H járat megszüntetésre került. Szerepét a Derkovits városrészen az 5H, míg a Vasútállomáson a 6H járat vette át.

## Közlekedése
Csak munkanapokon közlekedett, a reggeli és a délutáni műszakokhoz igazítva.

## Útvonala
| Ipartelep, autóbusz-forduló felé | Szolgáltatóház (Váci Mihály utca) felé |
| --- | --- |
| Szolgáltatóház (Váci Mihály utca) - Váci Mihály utca - Paragvári utca - Szűrcsapó utca - Rohonci út - Petőfi Sándor utca - Király utca - Széll Kálmán utca - Vasútállomás - Szelestey László utca - Vörösmarty Mihály utca - Szent Márton utca - Zanati út - Puskás Tivadar utca - Ipartelep, autóbusz-forduló | Ipartelep, autóbusz-forduló - Puskás Tivadar utca - Zanati út - Szent Márton utca - Nádasdy Ferenc utca - Széll Kálmán utca - Vasútállomás - Szelestey László utca - Petőfi Sándor utca - Rohonci út - Szűrcsapó utca - Paragvári utca - Váci Mihály utca - Szolgáltatóház (Váci Mihály utca) |

## Megállói
| 0  | Szolgáltatóház (Váci Mihály utca) (Korábban: Váci Mihály utca (MATCH))            | 20 | 4H, 9, 10H, 22, 25                                             | |
| 1  | Váci Mihály Általános Iskola                                                      | 19 | 4H, 9, 10H, 22, 25                                             | Váci Mihály Általános Iskola, Fiatal Házasok Otthona, Mocorgó Óvoda |
| 2  | Művészeti Gimnázium (Szűrcsapó utca) (↓) Művészeti Gimnázium (Paragvári utca) (↑) | 18 | 2A, 2C, 4H, 9, 10H, 12, 21, 22, 25                             | Művészeti Gimnázium |
| 3  | Derkovits Gyula Általános Iskola (Korábban: Szabó Miklós utca)                    | 17 | 2A, 2C, 4H, 9, 10H                                             | Derkovits Gyula Általános Iskola |
| 4  | Derkovits Bevásárlóközpont                                                        | 16 | 2A, 2C, 4H, 9, 10H                                             | Derkovits Bevásárlóközpont, Órásház, Bolyai János Gyakorló Általános Iskola és Gimnázium |
| 5  | Órásház                                                                           | 15 | 2A, 2C, 4H, 5H, 9, 10H, 30Y                                    | Órásház, Derkovits Bevásárlóközpont, Bolyai János Gyakorló Általános Iskola és Gimnázium |
| 6  | Haladás pálya                                                                     | 14 | 4H, 5H, 9, 10H, 30Y                                            | Haladás Sportkomplexum |
| 8  | Autóbusz-állomás (Petőfi utca)                                                    | 12 | 1U, 4H, 5H, 7H, 8, 9, 10H, 23, 27, 30Y                         | Autóbusz-állomás, Ady Endre tér, Rendőrség, Tűzoltóság, Megyei Művelődési és Ifjúsági Központ, Puskás Tivadar Szakképző Iskola, Régi börtön, Járdányi Paulovics István Romkert, Weöres Sándor Színház, Gépipari és Informatikai Szakközépiskola, Kollégiumok |
| 9  | Berzsenyi Könyvtár                                                                | 11 | 1U, 12, 21, 22, 25                                             | Berzsenyi Dániel Könyvtár, Petőfi Üzletház, A 14 emeletes épület, Domonkos rendház, Nemzeti Adó- és Vámhivatal, Tüdőszűrő, Paragvári utcai Általános Iskola                                                                                                  |
| 11 | Savaria Nagyszálló (Korábban: MÁV Zrt. Területi Igazgatóság)                      | ∫  | 1U, 12, 21, 22, 25                                             | MÁV Zrt. Területi Igazgatóság, Savaria Nagyszálló, Mártírok tere, Savaria Mozi, Savaria Múzeum |
| ∫  | Szelestey László utca 15. (Korábban: Március 15. tér)                             | 10 | 1U, 12, 21, 22, 25                                             | SZTK, Március 15. tér, Agora Művelődési és Sportház |
| 12 | 56-osok tere (Széll Kálmán utca)                                                  | ∫  | 1U, 2A, 3H, 6, 7, 12, 21, 21A, 22, 25, 26, 27, 30Y             | 56-osok tere, Vámhivatal, Földhivatal, Államkincstár, Gyermekotthon |
| ∫  | Szelestey László utca 27.                                                         | 9  | 1U, 12, 21, 22, 25                                             | |
| 13 | Vasútállomás                                                                      | 7  | 1U, 2A, 2C, 3H, 6, 7, 8, 10H, 12, 21, 21A, 22, 25, 26, 27, 30Y | Szombathely Helyi autóbusz-állomás, Éhen Gyula tér |
| 15 | 56-osok tere (Vörösmarty utca)                                                    | ∫  | 2C, 3H, 6, 7, 8, 12, 21, 21A, 22, 25, 26, 27, 30Y              | 56-osok tere, Vámhivatal, Földhivatal, Államkincstár, Gyermekotthon |
| 17 | Vépi út                                                                           | 5  | 3H, 5H, 6H, 8                                                  | |
| 18 | Zanati út 26.                                                                     | 4  | 5H, 6H, 8                                                      | FALCO Zrt., Vadvirág Óvoda |
| 19 | Ipartelep, bejárati út (Puskás utca) (↓) Ipartelep, bejárati út (Zanati út) (↑)   | 3  | 5H, 6H, 8                                                      | LIDL |
| 20 | STYL Fashion Kft. (Korábban: STYL Ruhagyár Rt.)                                   | 2  | 5H, 6H, 8                                                      | STYL Fashion Kft., DELPHI Kft. |
| 21 | Puskás Tivadar utca (Alkotás utca) (Korábban: Épületpanelgyár)                    | 1  | 5H, 6H                                                         | Gyógyszer elosztó, Épületpanelgyár |
| 22 | Ipartelep, autóbusz-forduló (Korábban: Ipartelep, söripar)                        | 0  | 5H, 6H                                                         | Varroda, Flytech Kft. |